# The pillows
더 필로우즈(the pillows, ザ・ピロウズ)는 일본의 록 밴드이다.

## 멤버

### 현재의 멤버
山中さわお (야마나카 사와오) : 1968년 12월 7일 홋카이도 출신. 애칭은 사와오. 보컬과 기타를 담당하고 있으며 작사, 작곡을 맡고 있는 한편, 투어 상품의 디자인도 담당. 취미는 T셔츠 만들기, 우키요에(일본의 전통 풍속화) 수집. 딜리셔스 레이블 대표로서 이벤트 기획 및 소속밴드의 프로듀스 등을 맡고 있는 The Pillows의 리더.
真鍋吉明 (마나베 요시아키) : 1962년 10월 2일 홋카이도 출신. 애칭은 Pee쨩. 기타를 담당하고 있으며 믹싱 엔지니어로도 참가. 취미는 일본사, 독서, 그리고 밥 말리(Bob Marley, 자메이카의 유명한 레게 뮤지션).
佐藤シンイチロウ (사토 신이치로) : 1968년 8월 16일 이바라키현 출신. 애칭은 신쨩. 드럼을 담당하고 있으며 취미는 파칭코와 아마츄어 야구.

### 과거의 멤버
上田ケンジ (우에다 켄지) : 1965년 8월 30일 홋카이도 출신. 결성시부터 1993년까지 베이스를 담당.
鹿島達也 (카시마 타츠야) : 1962년 8월 20일 도쿄 출신. 1994년부터 1999년까지 베이스를 담당.
鈴木淳 (스즈키 쥰) : 1968년 7월 18일 치바현 출신. 애칭은 쥰 또는 쥰군. 1999년부터 2015년까지 베이스를 맡고 있으며 솔로프로젝트인 'fragment'로도 활동중.

## 내력
2009년 1월 17일에 noodles, monokuro와 함께 첫 내한공연인 《DELICIOUS BUMP SHOW IN KOREA》를 홍대 V Hall에서 열었다. 게스트로는 갤럭시 익스프레스와 고고스타가 참가했다.

## 음반 목록

### 싱글
1. 雨にうたえば [비에 노래하면] (1991.6.20)
2. 彼女はシスター [그녀는 시스터] (1992.4.17)
3. DAYDREAM WONDER (1994.8.24)
4. ガールフレンド [걸프렌드] (1995.3.24)
5. Tiny Boat (1996.1.24)
6. ストレンジ カメレオン [스트레인지 카멜레온] (1996.6.21)
7. Swanky Street (1996.8.21)
8. TRIP DANCER (1996.11.21)
9. 彼女は今日, [그녀는 오늘] (1997.3.5)
10. ONE LIFE (1997.6.28)
11. ハイブリッド レインボウ [하이브리드 레인보우] (1997.11.21)
12. アナザーモーニング [어나더 모닝] (1998.1.21)
13. NO SELF CONTROL (1998.9.2)
14. インスタント ミュージック [인스턴트 뮤직] (1998.11.27)
15. CARNIVAL (1999.7.28)
16. RUSH (1999.10.27)
17. Ride on shooting star (2000.4.6)
18. I think I can (2000.11.22)
19. 白い夏と緑の自転車 赤い髪と黒いギター [하얀 여름과 초록색 자전거 붉은 머리와 검은 기타] (2002.8.1)
20. ターミナル・ヘヴンズ・ロック [터미널 헤븐스 록] (2003.9.3)
21. その未来は今 [그 미래는 지금](2004.10.6)
22. ノンフィクション [논픽션] (2005.9.14)
23. サード アイ [서드아이] (2005.11.23)
24. スケアクロウ [스케어크로우] (2007.4.4)
25. Ladybird girl (2007.8.15)
26. Tokyo Bambi (2008.1.30)
27. New Animal (2008.5.28)
28. 雨上がりに見た幻 [비 갤 적에 본 환상] (2009.9.2)
29. Rodeo star mate (2010.1.20)
30. Movement (2010.12.1)
31. TABASCO DISCO (2011.2.18)

### 앨범
1. MOON GOLD (1991.6.21)
2. WHITE INCARNATION (1992.5.21)
3. KOOL SPICE (1994.7.2)
4. LIVING FIELD (1995.3.4)
5. Please Mr.Lostman (1997.1.22)
6. LITTLE BUSTERS (1998.2.21)
7. RUNNERS HIGH(1999.1.22)
8. HAPPY BIVOUAC(1999.12.2)
9. Fool on the planet [베스트 앨범] (2001.2.7)
10. Smile (2001.10.31)
11. Thank you, my twilight (2002.10.23)
12. Another morning, Another pillows [싱글 커플곡 모음 앨범] (2002.10.23)
13. PENALTY LIFE (2003.11.6)
14. TURN BACK [재녹음 앨범] (2004.6.23)
15. GOOD DREAMS (2004.11.3)
16. MY FOOT (2006.1.12)
17. Wake up! Wake up! Wake up! (2007.5.2)
18. PIED PIPER (2008. 6. 25)
19. Rock stock&too smoking the pillows [베스트 앨범] (2009.6.3)
20. OOPARTS (2009.10.13)
21. HORN AGAIN (2011.1.26)

### 헌정 음반
- Synchronized Rockers (2004년 9월 16일)
결성 15주년을 기념하여 친분 있는 음악가들에게 의뢰하여 만든 음반이다.

### DVD
1. BUSTERS ON THE PLANET (2001.8.29)
2. DEAD STOCK PARADISE (2003.09.03)
3. Hello, Welcome to Bubbletown's Happy Zoo (instant show) (2003.09.03)
4. WE HAVE A THEME SONG (2003.09.03)
5. WALKIN'ON THE SPIRAL (2004.9.16)
6. 916 "15th Anniversary Special Live DVD" (2005.1.26)
7. DELICIOUS BUMP TOUR IN USA (2005.9.4)
8. DELICIOUS BUMP SHOW !! (2006.2.26)
9. LOSTMAN GO TO AMERICA THE PILLOWS MY FOOT TOUR IN USA (2007.2.7)
10. Wake up! Stand up! and Go! -Wake up! Tour 2007.10.08 @Zepp Tokyo- (2008.1.30)
11. PIED PIPER GO TO YESTERDAY (2009.1.28)
12. BLUE SONG WITH BLUE POPPIES (2009.5.20)
13. LOSTMAN GO TO BUDOKAN (2010.1.20)
14. PARTS OF OOPARTS 2010.02.21 at JCB HALL "OOPARTS TOUR" (2010.6.23)
15. Born in The '60s (2011.2.16)